# Restrepia cuprea
Restrepia cuprea é uma espécie de orquídea (Orchidaceae) originária dos Andes.